# تضخم كوني
التضخم الكوني (بالإنجليزية: cosmic inflation)‏ هو مرحلة زمنية قصيرة بعد الانفجار العظيم اشتد خلالها انتفاخ الكون وتضخم تضخماً كبيراً جداً، ويقترح حدوثها العلماء لكي يتفادوا عدم انكفاء الكون الناشئء على نفسه ثانيةً ويضيع إلى الفناء. فنظراً لكبر الكتلة الأولى المتكونة وعظمتها بالإضافة إلى صغر المقاييس صغراً عظيماً بين أجزائها أيضاً، فإن قوى الجاذبية -حسب معرفتنا الحالية للطبيعة- تصبح لا نهائية مما يجعل الكون الناشئ ينكفئ على نفسه في لحظة نشأته وينتهي. لهذا اقترح أحد الفيزيائيين وهو آلان غوث مرحلة قصيرة يفترض فيها حدوث تضخم كوني غير عادي أبعد الأجزاء عن بعضها البعض لفترة وجيزة تكفي للتغلب على قوة الجاذبية وتؤدي إلى نشأة الكون.
بعد تلك المرحلة القصيرة التي قد تكون قد حدثت عندما كان عمر الكون أقل من ثانية تفترض النظرية أن تمدد الكون استمر ولكن بمعدل منخفض جداً بحيث يسمح بتكون الجسيمات الأولية من بروتونات والكترونات، ثم تكون منها الهيدروجين والهيليوم. وطبقاً للخط الزمني للانفجار العظيم تكونت النجوم الأولى والمجرات من سحابات الهيدروجين والهيليوم. وبدأت المرحلة الأولى لتكون تلك التجمعات النجمية والمجرات وأشباه النجوم الضخمة نحو 380000 سنة بعد الانفجار العظيم، ثم استمر تطور تلك الأنظمة الهائلة إلى وقتنا هذا.
وقد تكون بداية التأكيد العملي لنظرية الانفجار العظيم قد بدأت مع رصد الفلكي الأمريكي هابل للمجرات ومما قام به من أرصاد للمجرات، وأوضح شيئين من نتائجه في عام 1929: أن مجرة درب التبانة التي نعيش فيها ليست المجرة الوحيدة في الكون، بل توجد مجرات كثيرة في جميع أرجاء الكون، والتيجة الثانية التي استخلصها «هابل» من قياساته أن المجرات حولنا تبتعد عنا، وأن سرعة ابتعادها عنا تزداد بزيادة بعدها عنا.

تاريخ نشأة الكون - موجات ثقالية يفترض حدوثها خلال مرحلة التضخم الكوني (اسرع من سرعة الضوء) بعد الأنفجار العظيم مباشرة.طبقا لقياسات نشرت في 17 مارس 2014.

## وصف الافتراض
طبقا لافتراضات العلماء بدأ التضخم الكوني بين 10−43 ثانية (أي خلال زمن بلانك وبذلك لحظة الانفجار العظيم نفسه) و10−35 ثانية واستمر لمدة زمنية بين 10−33 من الثانية و10−30 من الثانية بعد الانفجار العظيم.
ويصل الافتراض إلى أن الكون تضخم خلال تلك الحقبة القصيرة جداً تضخماً هائلاً يصل إلى
1026 ضعف على الأقل. وواصل الكون تمدده بحسب نموذج الانفجار العظيم كما تصفه معادلات فريدمان.
وضع الافتراض عن مرحلة التضخم الكوني الأولية العالم الفلكي آلان غوث في عام 1981، وهو لا يشكل عنصراً من عناصر النموذج الأصلي للانفجار العظيم. وكان السبب الذي استدعى ألان جوت بافتراض التضخم الكوني الأولي هو أن علم الفلك المبني على تأثيرات النظرية النسبية كان يحتاج إلى حدود دقيقة جداً بالنسبة إلى الأحداثيات الفلكية، والتي هي أيضاً في محل تساؤلات. إن افتراض التضخم الكوني يسمح بعملية فيزيائية، تنتج تفسيراً لبعض الخصائص الكونية التي نرصدها.
وبناءً عليه يفترض أن السبب في التضخم هو تغير في حالة مجال غير متجه له كمون منبسط. «مجال التضخم» هذا يوصف بأنه مجال غير متجه ويمكن وصفه بمعادلة حالة ذات ضغط سلبي. وطبقاً للنظرية النسبية العامة يؤدي ذلك إلى قوة تنافر، وبالتالي إلى تمدد الكون. ويعتبر تغير حالة المجال أثناء طور التضخم مماثلاً لتحول طوري من الدرجة الأولى (كما نعرفه في الكيمياء ولكنه في هذه الحالة تحول طوري فيزيائي). طبقاً لنظرية التوحيد العظمى تتعين الظروف الملائمة التي تؤدي إلى حدوث تحول طوري بواسطة آلية هيغز.
ويبدو أن افتراض التضخم الكوني عشوائياً من جهة، ولكن من جهة أخرى يحل عدداً لا بأس به من المعضلات الهامة في علم الفلك، بل ويحلها بطريقة متناسقة:
- إن الكون المرئي الذي نراه حالياً له نفس الخصائص ونفس البنية في جميع أجزائه. ومن جهة أخرى فهو يتكون من مناطق تتفاعل مع بعضها البعض بواسطة تبادل للقوى تتفق مع تضخم عادي ووصل إلى تلك المرحلة في وقت متأخر جداً، حيث ابتعدت عن بعضها في البدء بعد الانفجار العظيم بسرعة أعلى من سرعة الضوء. أما حقيقة أن الكون موزعاً توزيعاً متساوياً في جميع أنحائه ومتماثل وهذا ما توضحه قياسات إشعاع الخلفية الميكرويفي الكوني فهو يعتبر «مسألة أفق» ولا يستطيع تمدد عادي تفسيرها. ولكن بافتراض تضخم كوني تكون جميع الأجزاء الحالية في الكون المرئي قد تفاعلت مع بعضها البعض لفترة قبل حدوث التضخم.
- لا نجد في الكون الذي نراه اليوم أي نوع من انحناء المكان. وفي حالة تمدد عادي لكان من اللازم حدوث تناسق في منتهى الدقة بعد الانفجار العظيم مباشرة، تناسق بين كثافة المادة وطاقة الحركة لا يوجد لها تفسير. أما في حالة حدوث تضخم كوني فيكون التوزيع المنبسط للمكان الذي نراه حالياً هو نتيجة مباشرة لاتساعه العظيم، حيث أن الكون المرئي إنما يشكل مجرد جزءٍ صغير منه.
- علاوة على ذلك فإن افتراض التضخم الكوني يفسر التغيرات الطفيفة في كثافة الكون والتي نتجت منها المجرات وتجمعات المجرات فهي نتيجة لتموجات كمومية حدث في مجال التضخم. وعمل التضخم العظيم على زيادة تلك التموجات على نطاق واسع كبير لا يستطيع تمددٌ عادي أن يقوم به بطريقة مرضية.
- بعض النظريات تفترض نشأة أقطاب مغناطيسية منفردة وقت الانفجار العظيم، ولكن لم تثبت القياسات التي نجريها وجود تلك الأقطاب المغناطيسية المنفردة. ولكن بافتراض التضخم الكوني لكانت كثافة الجسيمات لتلك الأقطاب قد انخفضت سريعاً إلى حد بحيث يصبح احتمال وجود تلك الأقطاب في الكون المرئي صغير جداً، وهذا ما يتوافق مع النتائج التجريبية.

## ديناميكية المجال
من أجل تفسير ديناميكية التضخم (حركيته) يفترض وجود مجال كمومي غير متجه يكون موزعاً توزيعاً متساوياً وله كثافة طاقة معينة. فإذا تغير المجال ببطء كاف (في اتجاه انخفاض لكثافة الطاقة) فيكون له ضغط سالب ويسلك مسلك الثابت الكوني، أي يؤدي إلى تضخم متسارع للكون. ويتبع التضخم دالة أسية عندما تكون كثافة الطاقة للحقل الكمومي هي الغالبة في الكون. ولا يوجد حالياً أي دليل على هذا المجال الكمومي. والإشارة إلى مجال كمومي ليكون سبباً في حدوث التضخم إنما هو تضخم لجسيمات وسطية (تعمل كحامل للقوي بين الجسيمات الأولية) وتسمى بوزونات عيارية.
ويمكن للمستوى القاعي لطاقة مجال التضخم أن يختلف عن الصفر، ولكن هذا ليس شرطاً. فهذا يعتمد على أحداثيات كثافة كمون الطاقة للمجال. فيعتبر أن مجال التضخم كان في حالة أعلى للطاقة قبل مرحلة التمدد ثم أدت تموجات كمومية عشوائية إلى تحول طوري بحيث أصدر التضخم كمون طاقته في شكل مادة وإشعاع عندما انتقل إلى حالة منخفضة للطاقة. فأنتجت تلك العملية قوة تنافر عملت على تسريع تمدد الكون.
ويمكن تمثيل نموذج بسيط لحقل التضخم {\displaystyle \Phi } بالكمون الفيزيائي:
{\displaystyle V_{\rm {eff}}(\Phi ,T)=\lambda |\Phi |^{4}-b|\Phi |^{3}+aT^{2}|\Phi |^{2}}
حيث يكون الاعتماد على درجة الحرارة T متعلقاً بالتآثر مع التموجات الحرارية للجسيمات الأخرى والمجالات الموجودة في الكون. فعند درجة حرارة عالية يكون هذا الكمون أقل ما يمكن {\displaystyle |\Phi |=0} ومنفرداً. وعندما تنخفض درجة الحرارة بسبب تمدد الكون إلى درجة حرارة حرجة {\displaystyle T_{1}}، حينئذ تظهر حالة ثانية منخفضة محلية لدالة الكمون عند {\displaystyle |\Phi |\neq 0}. ويكون للكمون عند تلك الحالة المنخفضة الثانية قيمة أعلى من الحالة المنخفضة العامة {\displaystyle \Phi =0}، التي يوجد فيها المجال. وعندما تصل درجة الحرارة إلى درجة حرجة ثانية {\displaystyle T_{2}} وتنخفض عنها، فيصل الكمون في الحالة القاعية الثانوية إلى قيمة منخفضة أقل من القيمة المنخفضة الأولية. وتسمى الحالة القاعية العامة لدالة الكمون بأنها الفراغ الحقيقي وتسمى الحالة القاعية المحلية الفراغ الزائف.
ولكي ينتقل المجال من حالة الفراغ الزائف إلى حالة الفراغ الحقيقي فلا بد له من اجتياز حاجز للطاقة أو يتخلله عن طريق نفق كمومي. ونظراً لأن كثافة الطاقة في الكون المتمدد لا تتغير في حالة الفراغ الزائف فلا بد من أن يكون الفراغ الزائف سالباً ويؤدي طبقا لـمعادلات فريدمان إلى تمدد أسي، هذا مع اعتبار أن عملية اختراق النفق الكمومي تتم ببطء مناسب.

## نشأة من العدم؟
إن نظرية التضخم الكوني هي نظرية تحاول أيضاً وصف أحداث قبل الانفجار العظيم. فإن التضخم العظيم المفترض يمكن من الوجهة النظرية أن الكون كله قد يكون قد نشأ من كتلة متناهية في الصغر والأبعاد ولكنها تحتاج إلى كثافة عالية جداً بسبب حالة الفراغ الزائف المفترض. إن هذا الافتراض تخميني إلى حد بعيد ولكنه ربما يعطي تفسيراً لما نعهده اليوم من قوانين فيزيائية متناسقة على الرغم من كون نظرية الفراغ الزائف حتى الآن ليست مفهومة تماماً.
كما توجد نظريات أخرى تتعلق بالنشأة من العدم، ومنها ما يستخدم «تموج الفراغ» التي يقترحها تيرون أو يفترض «عمليات أنفاق كمومية» مثلما يقترح فيلينكين Vilenkin.

## نظرة إلى المستقبل
يمثل افتراض التضخم الكوني أحد فروع البحث التي يناقش فيها عدد كبير من النماذج. وعلى الأخص دراسة طبيعة الجسيمات والحقول، تلك التي تبحث في طبيعة ما أدى إلى حالة الفراغ المفترض، وهي مسائل لا تزال غامضة.
وإذا كانت عملية تضخم قد حدثت بالفعل عند بدء الكون فلا بد من أن تجيب على ذلك المشاهدة العملية، وهذا هو الآن تحت البحث. وتتفق حالياً الاختلافات البسيطة في درجة الحرارة التي يأتي بها إشعاع الخلفية الميكرويفي الكوني بواسطة مسبار الفضاء الأمريكي WMAP مع افتراض حدوث التضخم، ولكنها لا تأتي بالحكم القاسم.
وتبين مشاهدات ورصد لمستعرات عظمى أجريت حديثا أن الكون في حالة تمدد متسارع، ويُرجع ذلك إلى وجود مادة مظلمة لها ضغط سالب، تشابه ميكانيكيته الفيزيائية للتضخم الكوني في بدء نشأة الكون. ولكن يختلف العلماء عما إذا كانت القياسات الحالية تعبر فعلياً عن تمدد متسارع للكون.
ورغما عن تعقيدات تلك النظرية يؤيدها معظم علماء العالم، لأنها الوحيدة التي تقدم افتراضاً منطقياً أولياً.

## أقوال
«بحسب نظرية التضخم الكوني إن مئات البلايين من المجرات التي ترصع السماء كالماس المتألق ليست سوى ميكانيكا كم كتبت رموزها العريضة على صفحة السماء. وإن تلك المعرفة بالنسبة لي هي المعجزة الكبرى لعصر العلم الحديث.» براين غرين 

## اقرأ أيضا
- انفلاتون

- مسح سلووان الرقمي للسماء
- جيو 600
- بيسيب ومصفوف كيك
- نمط ب
- مرصد القطب الجنوبي
- تلسكوب أتاكاما الكوني
- انفجار عظيم
- بلانك (مرصد فضائي)
- مستكشف الخلفية الكونية
- مسبار ويلكينسون لقياس اختلاف الموجات الراديوية
- تأثير سونيايف-زيلدوفيتش